# Santosa
Santosa is een bestuurslaag in het regentschap Bandung van de provincie West-Java, Indonesië. Santosa telt 5115 inwoners (volkstelling 2010).